# Joseph-Pierre Braemt
Pour les articles homonymes, voir Braemt.
Joseph-Pierre Braemt, né à Gand le 15 juin 1796 et mort à Bruxelles, le 2 décembre 1864 est un graveur belge de médailles et monnaies.

## Biographie
Après s'être formé aux académies de Gand puis de Bruxelles, Joseph-Pierre Braemt se perfectionne à Paris auprès du graveur André Galle et du baron François Joseph Bosio, sculpteur renommé de l'époque.
Il commença sa carrière comme graveur de sceau ("stempelsnijder") auprès de la Monnaie Générale du royaume uni des Pays-Bas.
Sous le royaume de Belgique il fut nommé graveur général de la Monnaie royale de Belgique à Bruxelles et réalise les premières pièces de monnaie belges.
Joseph-Pierre Braemt est également membre de la Société des agathopèdes.
Joseph-Pierre Braemt avait épousé Barbe Louise Aimée Sommé née le 26 octobre 1801 à Mayence et morte à Saint-Josse-ten-Noode rue de l'Est, 62, le 1er juin 1862, fille de Louis Claude Sommé et de Marie Félicité Haug. Barbe Sommé est la sœur du peintre Félicité Sommé. Leur descendance porte le nom Braem et non Braemt.

## Œuvres
On lui doit notamment les médailles et monnaies suivantes :
- 1826 : médaille commémorative de l’achèvement du creusement d’un canal entre la Haine et l’Escaut, sous le gouvernement du royaume uni des Pays-Bas[5],
- 1830 : médaille de reconnaissance à la Garde civique, sous le Gouvernement provisoire de Belgique,
- à partir de 1832 :
  - pièces en francs d'argent avec la tête du roi Léopold Ier (5 francs argent, 2 1/2 francs argent, 2 francs argent, 1 franc argent, 1/2 franc argent, 1/4 franc argent, 20 centimes argent),
  - pièces en centimes de cuivre avec le lion belge et la devise nationale, en français, "l'union fait la force" (10 centimes, 5 centimes, 2 centimes et 1 centime)[6].

## Honneurs
- Chevalier de l'ordre de Léopold (1er décembre 1845)[7].
- Une rue de la commune de Saint-Josse-ten-Noode, où il possédait une vaste propriété appelée "Campagne de M. Braemt", sur laquelle la rue fut en partie tracée, porte son nom[8]. Il habitait rue des Moissons sur ce domaine.